# Toby Roberts
Toby Roberts (* 15. März 2005) ist ein britischer Sportkletterer und Olympiasieger.

## Karriere
Roberts begann 7-jährig in einem Kletterverein zu klettern. Bereits nach wenigen Wochen wurde er von seinem Trainer für einen regionalen Wettkampf angemeldet. Er erreichte den zweitletzten Platz, was ihn motivierte, ernsthaft zu trainieren.
2015 kletterte Roberts 10-jährig die Route Raindogs, die mit 8a bewertet ist. Damit wurde er zum jüngsten Briten, dem eine 8a-Route gelang. 2020 gelang ihm mit Rainshadow 15-jährig als jüngster Brite eine 9a-Route.
2019 wurde Roberts Jugend-Europameister im Bouldern und Jugend-Vize-Europameister im Lead. 2021 wurde er Zweiter an der Jugend-Weltmeisterschaft in der Kombination. Ein Jahr später gewann er die Jugend-Europameisterschaft im Lead und wurde an den Jugendweltmeisterschaften Zweiter im Lead sowie im Bouldern.
2022 wurde Roberts ins britische Elite-Kader aufgenommen. Im September 2022 holte er sich in Edinburgh seine erste Weltcup-Medaille. Er wurde Dritter im Lead. 2023 gewann er in Brixen im Bouldern seinen ersten Weltcup. In der Gesamtwertung wurde er im Bouldern Vierter und im Lead Fünfter.
Mit dem Sieg beim europäischen Qualifikationswettkampf am 29. Oktober 2023 in Laval sicherte sich Roberts einen Platz bei den Olympischen Spielen 2024 in Paris. Dort hat er am 9. August 2024 die Goldmedaille in der Kombination Boulder & Lead gewonnen. 2024 wurde er zudem Gesamtweltcupsieger im Lead.

## Erfolge (Auswahl)

### 9a+/5.15a
- Gancho Perfecto – 10. Oktober 2024

### 9a/5.14d
- Rainshadow – 2. Dezember 2020
- Batman – 11. Oktober 2021
- Hubble – 26. Oktober 2021
- Stevolution – 12. November 2021

### 8c+/5.14c
- Evolution – 6. November 2021
- Kaa'bah – 11. November 2021